# Dyfuzja wspomagana
Dyfuzja wspomagana, ułatwiona (bierna) jest to proces przemieszczania się hydrofilowych cząsteczek przez dwuwarstwę lipidową błony komórkowej za pomocą białkowych przenośników, transporterów lub kanałów z obszaru o większym ich stężeniu do obszaru o stężeniu mniejszym.
Proces ten zachodzi, gdy dana cząsteczka przenika przez błonę zgodnie z gradientem stężeń. W przypadku dyfuzji ułatwionej odbywa się to za pomocą białek (kanałów lub nośników).
Kanały natomiast są to struktury białkowe mające kilka domen transbłonowych, a w ich części wewnętrznej znajduje się hydrofilowy por, przez który mogą przechodzić dane substancje, zgodnie z ich gradientem stężeń.
W taki sposób przechodzą jony. Białka integralne błon tworzą kanał, wysoce specyficzny przepuszczający jeden, określony jon, ale mogą też być kanały mniej specyficzne. W kanale znajduje się filtr selektywności, który decyduje, jakie cząstki mogą przejść przez błonę oraz układ bramkujący, który decyduje o otwarciu lub zamknięciu kanału.